# Léo Souris
Léo Souris (Marchienne-au-Pont, 18 luglio 1911 – Liegi, 14 marzo 1990) è stato un compositore, arrangiatore e direttore d'orchestra belga.
Principalmente è noto per aver condotto il Belgio nell'Eurovision Song Contest 1956.

## Carriera da esecutore
Prima di dirigere, Souris suonò in due orchestre. Nel 1928, a diciassette anni, fondò la sua. Nel 1952, prese parte alla Paul Norman And His Orchestra, per la quale suonò Rocking Horse Rag / Hésitation. Successivamente pubblicò, sotto il nome Jean Woodman With Léo Souris' Swingettes, il singolo Shoo Shoo Baby / I'll Be Seeing You.

## Singoli ed EP
| Titoli                                           | Anno        |
| ------------------------------------------------ | ----------- |
| English Medley / Scotch Medl                     | 1944        |
| If I Had My Way / The Rose Covered Shack         | 1944        |
| All's Well, Mademoiselle / It's Love, Love, Love | Sconosciuto |
| Shoo Shoo Baby / I'll Be Seeing You              | Sconosciuto |